# Іванський Любомир Михайлович
Любомир Михайлович Іванський (нар. 11 січня 1983, Львів, СРСР) — український футболіст, захисник.

## Клубна кар'єра
Вихованець львівських «Карпат». Розпочав професіональну кар'єру в «Карпатах-2», в яких і провів більшість часу. 15 квітня 2001 року дебютував за основу «Карпат» в чемпіонаті України у виїзному матчі проти київського ЦСКА (4:0), Іванський вийшов на 46-ій хвилині замість Володимира Вільчинського. Любомир взяв участь у прощальному матчі Богдана Стронціцького в серпні 2002 року.
Влітку 2005 року перейшов в київську «Оболонь», клуб виступав у Першій лізі. У команді виступав протягом півтора року. Після того як Любомира перевели до другого складу, який виступав у другій лізі, гравець вирішив залишити клуб. У лютому 2007 року, після вдалого перегляду, підписав контракт з польською «Віслою» з Плоцька. У Екстракласі дебютував 3 березня 2007 року в матчі проти познанського «Леха» (1:1). По завершенні сезону «Вісла» вилетіла до Першої ліги й вирішила розірвати з Іванським контракт. Взимку 2008 року повернувся на батьківщину в клуб «Сталь» з Алчевська. Також взимку 2008 року побував на перегляді в сімферопольській «Таврії», але команді не підійшов. Влітку 2008 року залишив «Сталь» в якості вільного агента. Влітку 2008 року перейшов у луганський «Комунальник». Незабаром через проблеми клуб припинив своє існування.
Пізніше Іванський опинився в «Арсеналі» з Білої Церкви. У сезоні 2008/09 «Арсенал» зайняв 2-ге місце у Другій лізі поступившись тернопільській «Ниві». Напередодні початку сезону 2009/10 стало відомо, що «ІгроСервіс» знімається зі змагань у Першій лізі. У зв'язку з цим ПФЛ вирішила розіграти вакантне місце в Першій лізі в додатковому матчі між командами, які зайняли в минулому сезоні другі місця в групах другої ліги. У цьому матчі «Арсенал» обіграв «Полтаву» (1:0), Іванський розпочав матч в основі, але на 46-ій хвилині він був замінений на Анатолія Ворону. Восени 2010 року підписав контракт з польським друголіговим клубом «Ресовія». У новому клубі дебютував у переможному (4:0) виїзному поєдинку проти плоцької «Вісли». У лютому 2011 року його контракт з польським клубом було розірвано (за обопільною згодою сторін). Наступними клубами Любомира були «Карпати» (Кам'янка-Бузька) та чернігівська «Десна». З 2012 по 2014 років захищав колори аматорського клубу «Рух» (Винники). Потім виступав в аматорських клубах Львівської області «Кар'єр» (Старий Самбір) та «Кар'єр» (Торчиновичі). У 2016 році виїхав до Канади, де підписав контракт з клубом «Юкрейн Юнайтед», який виступає в Канадській лізі соккеру.

## Кар'єра в збірній
У молодіжній збірній України дебютував 3 лютого 2004 року в матчі проти Греції (0:0). Всього за молодіжку провів 4 матчі.

## Досягнення
- Перша ліга чемпіонату України
  -  Бронзовий призер (2): 2005/06, 2006/07

- Друга ліга чемпіонату України
  -  Срібний призер (1): 2008/09